# Universidade do Quebec em Montreal
A Universidade do Quebec em Montreal (em francês Université du Québec à Montréal; UQAM) é uma instituição de ensino superior afiliada à rede da Universidade do Quebec.